# Eupalessa attenuata
Eupalessa attenuata – gatunek chrząszcza z rodziny kózkowatych i podrodziny zgrzypikowych. Jedyny przedstawiciel rodzaju Eupalessa.

## Zasięg występowania
Gatunek ten występuje w południowej Brazylii (notowany w stanach Mato Grosso, Espírito Santo i Rio de Janeiro) oraz Paragwaju.